# La Maison du retour écœurant
Ne doit pas être confondu avec La Maison du retour.

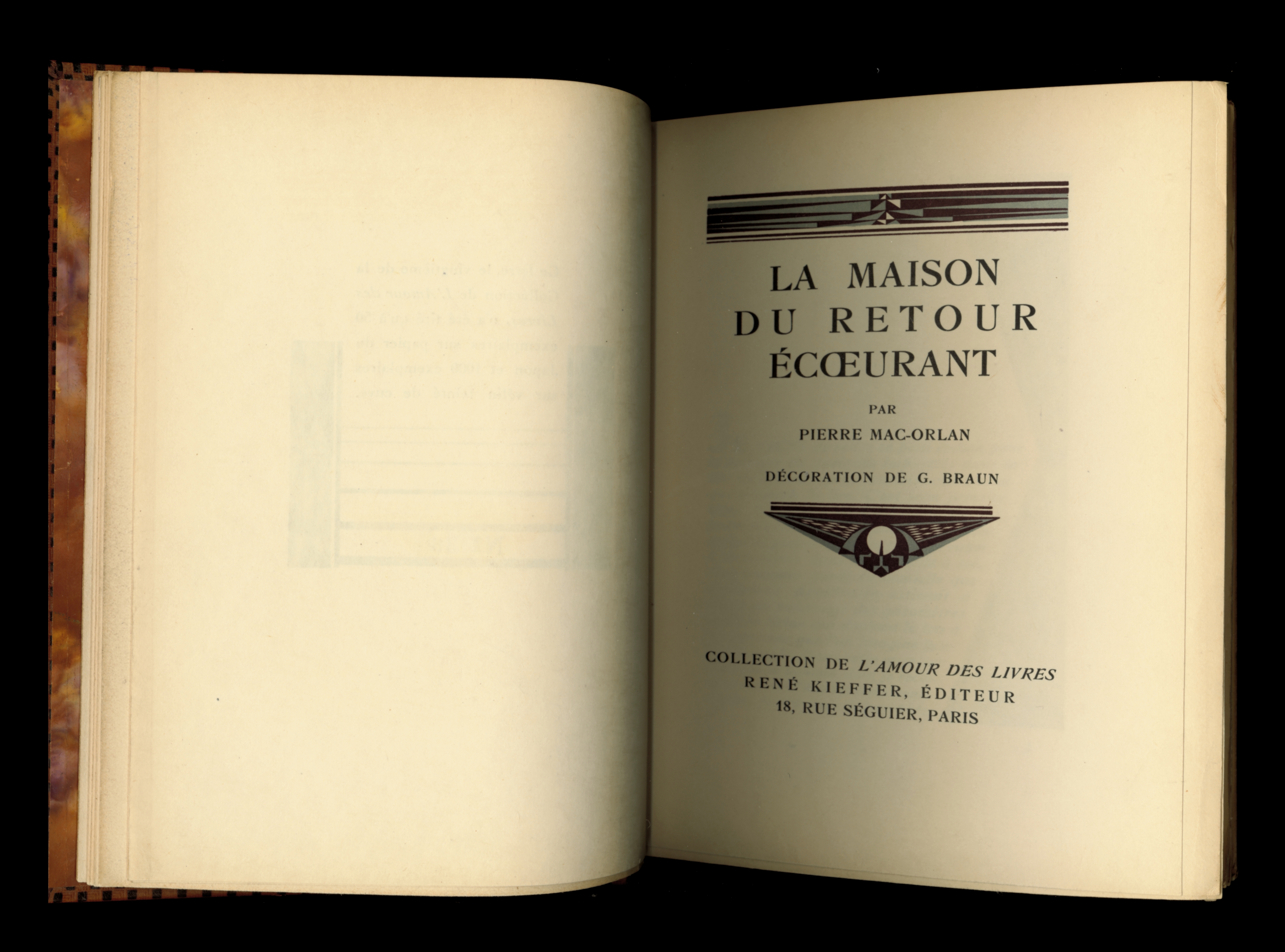
Page de titre de l'édition René Kieffer de 1929

La Maison du retour écœurant est le titre du premier roman publié par Pierre Mac Orlan en 1912, aux éditions de la Bibliothèque humoristique. Il est publié à nouveau après la guerre aux éditions de la Renaissance du livre, avant d'intégrer en 1970 le catalogue des éditions Gallimard.
Ce roman d'aventures burlesques, dans lequel Raymond Queneau voyait un chef-d'œuvre de nonsense a exercé une forte impression sur Boris Vian.

## Résumé
Thomas Turnlop tente de mettre en place un trafic de jus de viande à Hong Kong, mais il se heurte aux frères Jean et Pierre Mac Guldy, qui voient d'un mauvais œil l'établissement d'un commerce illicite qui pourrait faire de l'ombre à leur activité de contrebande d'opium. Ils promettent d'éliminer leur concurrent qui, à la suite de sa rencontre avec l'un des deux frères, est pris d'une telle frayeur que ses cheveux bruns deviennent blancs. Par compensation, sa peau blanche devient noire. Fuyant Hong Kong, Turnlop, bientôt surnommé le Corbeau Blanc, se retrouve à Haïti, où il obtient un poste de diplomate. Envoyé en France en qualité de vice-consul, il s'établit dans la petite ville de Trucheboeuf.
Quelque temps plus tard, à la suite du décès de sa sœur, Turnlop devient le tuteur du fils de cette dernière, Paul Choux. Il fait également l'acquisition d'une femme, Lucy, et d'une domestique, Isabeau. Paul se rapprochant dangereusement de sa tante par alliance, Turnlop décide de l'envoyer lui chercher du tabac en Haïti. Le neveu s'exécute et, après diverses péripéties, revient avec le tabac réclamé par son oncle, qui le surprend en train d'embrasser Lucy. Prenant prétexte du fait que Paul ne lui a pas rapporté l'intégralité de la monnaie de l'argent qu'il lui avait remis pour l'achat du tabac (il manque un franc), Turnlop renvoie son neveu la chercher en Haïti.
Paul échoue à Colombo, où il fait la connaissance de Jean Mac Guldy, tout aussi désargenté que lui. Tous deux ont l'idée d'assassiner un métisse nommé François Villon, après l'avoir emmené avec eux en Haïti. Une fois le meurtre commis, les deux hommes patientent une quarantaine d'années, puis font savoir que, contrairement à ce que l'on croyait jusqu'alors, l'Amérique n'a pas été découverte par Christophe Colomb, mais par François Villon, disparu au milieu du XVe siècle. Pour preuve, ils montrent la sépulture de leur victime, où est bien inscrit le nom du poète français.
Mais la supercherie ne leur apporte pas l'argent escompté. De dépit, Jean se tue en se renversant une tasse de thé brûlant sur la tête. Quant à Paul Choux, ayant par hasard retrouvé la pièce de un franc manquante dans sa poche, il se décide à retourner chez son oncle. Revenu en France caché dans une cargaison de bananes, il remet la pièce à celui-ci. Mais ils découvrent que cette pièce est d'une monnaie qui n'a plus cours. Turnlop chasse alors une dernière fois son neveu de chez lui, et « nul homme au monde ne peut savoir ce qu'il advint de Paul Choux, matelot breveté, et que Mac Guldy appelait frère, de l'autre côté de l'Atlantique. »

## Circonstances de publication

### Mac Orlan humoriste
« Réjouissant barbouillage de jeunesse » d'après Gilbert Sigaux, « sorte de pont jeté entre Ubu et Dada» selon Nino Frank, ce « premier récit développé encore que décousu » de Mac Orlan est caractéristique de la première manière de son auteur, celle des contes et récits humoristiques inspirés de l'humour montmartrois du début du XXe siècle, voire des monologues de cabaret. Quant à l'influence du nonsense anglo-saxon, il trouve sans doute son inspiration dans les œuvres d'Alphonse Allais et de Gaston de Pawlowski. Enfin, la manière de décrire les personnages, campés d'un seul trait, montre que Mac Orlan a « transposé dans ses contes l’œuvre du caricaturiste qu'il voulait devenir » (avant de devenir écrivain Mac Orlan envisageait en effet de se lancer dans une carrière de peintre et de dessinateur.)
Cette première période littéraire dans l’œuvre de Mac Orlan est également illustrée par les recueils de contes et nouvelles Les Pattes en l'air (1911), Les Contes de la pipe en terre (1913) et Les Bourreurs de crâne (1917), ainsi que par les romans Le Rire jaune (1914) et U-713 ou les gentilshommes d'infortune (1917), c'est-à-dire celle au cours de laquelle il est à la fois dessinateur et écrivain. Par la suite, à partir de 1917, l'écriture l'ocupera entièrement, et il délaissera la veine humoristique. Il est possible également que l'expérience de la Première guerre mondiale ait « quelque peu écœuré Mac Orlan de cette manière », ainsi que l'explique Raymond Queneau, qui remarque que celle-ci réapparaitra après la Seconde Guerre mondiale chez des auteurs tels que Boris Vian, qui aimait à rappeler l'influence que La Maison du retour écœurant avait exercé sur son œuvre.

### Réminiscences autobiographiques
Pierre Mac Orlan, dans les deux préfaces qu'il a données à La Maison du retour écœurant (respectivement en 1924 et en 1945), a moins insisté sur la dimension humoristique et fantaisiste de son premier roman que sur l'arrière-plan d'amertume sur lequel il avait pris naissance : « mon récit est le premier de ceux que j'ai dédiés à la mauvaise chance », écrivit-il ainsi en 1945, et il fut écrit à une époque où il était « pétrifié de dégoût. [Ses] vêtements étaient en loques et personne ne tenait à [le] fréquenter. »

## Éditions
- La Maison du retour écœurant, éd. La Bibliothèque humoristique, Paris, 1912.
- La Maison du retour écœurant, éd. La Renaissance du livre, Paris, 1924, avec une préface de l'auteur.
- La Maison du retour écœurant, éd. René Kieffer (collection « L'amour des livres »), Paris, 1929, édition de luxe ornée de motifs de Georges Braun.
- La Maison du retour écœurant, éd. Musy, Paris, 1945, avec une nouvelle préface de l'auteur.
- La Maison du retour écœurant, éditions Gallimard, Paris, 1970 (édition définitive.)
- Œuvres complètes, éd. Le Cercle du bibliophile, Genève, 1970 (publié avec Dinah Miami et Le Tueur n°2).
- Le Rire jaune et autres textes, éd. du Sillages, Paris, 2008.